# Amphonyx mephisto
Amphonyx mephisto là một loài bướm đêm thuộc họ Sphingidae. Nó được tìm thấy ở miền nam Brasil tới Paraguay và Argentina.